# Gelsicoltura
Per gelsicoltura si intende, all'interno dell'agricoltura e delle pratiche ad essa connesse, l'allevamento delle due specie di gelso, rispettivamente gelso bianco (Morus alba) e gelso nero (Morus nigra), allo scopo di poter usufruire del loro fogliame nell'allevamento del baco da seta (Bombyx mori), di cui costituisce l'alimento per eccellenza degli insetti.
Le pratiche colturali vedranno costituire filari di gelsi, preferibilmente innestati con varietà sterili (fruitless) che producono foglie più grosse, da sottoporre a regolari potature atte a tenerne giovane la chioma, e a due sfrondature, rispettivamente una primaverile e una tardo estiva, per non indebolire troppo la pianta. Raramente si può ricorrere all'allevamento a ceduo del gelso, con veri e propri cespugli da capitozzare annualmente, che presentano precocità produttiva ma scarsa durata in anni, a differenza delle colture ad alto fusto, che sono meno precoci ma più produttive e durature.  